# Yvan Loubier
Yvan Loubier, né le 10 avril 1959 à Montréal, est un économiste et homme politique québécois, et un des membres fondateurs du Bloc québécois. Il a été député à la Chambre des communes du Canada, représentant la circonscription de Saint-Hyacinthe—Bagot sous la bannière du Bloc québécois depuis l'élection de 1993 jusqu'à sa démission le 21 février 2007.

## Biographie
Avant d'être élu, il est consultant en politique économique et en commerce international. En 1990, il aide à fonder le Bloc québécois ; il écrit le manifeste du parti et collabore à l'élaboration du programme électoral du parti pour toutes les élections que le Bloc a contestées jusqu'à maintenant. Il a été porte-parole du Bloc en matière de Finances, un poste qu'il a occupé presque sans interruption depuis sa première élection. À ce poste, il prédit les surplus budgétaires du gouvernement fédéral avec beaucoup plus de précision que les fonctionnaires du gouvernement : sa marge d'erreur dépasse rarement 5 %, tandis que la marge d'erreur du ministère des Finances était souvent de l'ordre de 100 % à 250 %. Lors d'une réunion du comité des finances, il offre une calculatrice au ministre des Finances de l'époque, Ralph Goodale, pour l'aider à mieux faire son travail.
À cause de la lutte qu'il a menée au crime organisé dans sa circonscription, il a reçu des menaces de mort de la part des bandes de motards qui s'adonnaient au trafic de stupéfiants, l'obligeant à se placer, lui et sa famille, sous la protection de policiers.
Le 8 septembre 2006, Loubier annonce qu'il ne serait pas candidat à la réélection lors de la prochaine élection générale. Il a également indiqué qu'il serait prêt à quitter son siège avant les élections s'il reçoit une offre d'emploi. Bien qu'intéressé par un saut en politique provinciale pour siéger à l'Assemblée nationale du Québec, il semblait avoir renoncé à cette idée parce que sa circonscription n'était pas libre. Toutefois, en février, il a pris la décision de se présenter pour le Parti québécois dans une autre circonscription. Il a été candidat, sans succès, lors de l'élection de 2007 dans la circonscription de Chutes-de-la-Chaudière. Il travaille ensuite comme conseiller principal au cabinet de relations publiques National à Québec.
Lors des consultations sur la refonte de la loi minière, en août 2010, il intervient à titre de porte-parole de la société Uracan Resources au sujet d’un projet controversé de mine d’uranium sur la Côte-Nord. 

## Sources
- (en) Cet article est partiellement ou en totalité issu de l’article de Wikipédia en anglais intitulé « Yvan Loubier » (voir la liste des auteurs).